# Лі Кіфер
Лі Кіфер (англ. Lee Kiefer; нар. 15 червня 1994 року, Клівленд, США) — американська фехтувальниця на рапірах, олімпійська чемпіонка 2020 та 2024 років, чемпіонка світу.

## Виступи на Олімпіадах
| Олімпіада           | Дисципліна           | Місце |
| ------------------- | -------------------- | ----- |
| Лондон 2012         | індивідуальна рапіра | 5     |
| Лондон 2012         | командна рапіра      | 6     |
| Ріо-де-Жанейро 2016 | індивідуальна рапіра | 10    |
| Токіо 2020          | індивідуальна рапіра | 1     |
| Токіо 2020          | командна рапіра      | 4     |
| Париж 2024          | індивідуальна рапіра | 1     |
| Париж 2024          | командна рапіра      | 1     |